# 亞瓦派山 (亞利桑那州)
亞瓦派山（英語：Yavapai Hills）是位於美國亞利桑那州亞瓦派縣的一個非建制地區。該地的面積和人口皆未知。

## 地理
亞瓦派山的座標為34°33′42″N 112°23′01″W / 34.56167°N 112.38361°W，而該地的平均海拔高度為1632米（即5354英尺）。